# Nick (województwo warmińsko-mazurskie)
Nick – wieś w Polsce położona w województwie warmińsko-mazurskim, w powiecie działdowskim, w gminie Lidzbark nad Wkrą.
| SIMC    | Nazwa  | Rodzaj    |
| ------- | ------ | --------- |
| 1044956 | Wygoda | część wsi |

Wierni kościoła rzymskokatolickiego należą do parafii św. Wawrzyńca w Starym Dłutowie.
W latach 1975–1998 miejscowość administracyjnie należała do województwa ciechanowskiego.